# السياسة الوطنية للتعليم (نيجيريا)
السياسة الوطنية للتعليم في نيجيريا هي مجموعة أنظمة وقوانين مرسومة من قبل الحكومة النيجيرية تحت قيادة المجلس القومي للبحث والتطوير التربوي (NationalEducational Research and Development Council) لأجل تسيير التعليم داخل البلاد منذ المرحلة ما قبل الابتدائية إلى التعليم العالي. طرأت على السياسة الوطنية للتعليم في نيجيريا تطورات عدة من سنة 1977 حتى الوقت الراهن. ترتكز السياسة الوطنية للتعليم على فلسفة نيجيريا في التعليم كما تنص عليها أهداف الأمة. نيجيريا لديها خمسة أهداف وطنية رئيسية على النحو المنصوص عليه في خطة التنمية الوطنية الثانية وقبلت كأساس ضروري للسياسة الوطنية للتعليم.

## تاريخ
قبل عام 1977، كانت نيجيريا تدير سياسة تعليمية ورثتها عن بريطانيا عند الاستقلال. عدم قدرة هذه السياسة على تلبية التطلعات الوطنية للبلاد جعلها غير شعبية. بحلول عام 1969، تم تنظيم مؤتمر المناهج الوطنية والذي استعرض المناهج الموروثة وحدد أهدافًا وطنية جديدة للتعليم في نيجيريا. تم تنظيم ندوة وطنية من قبل المجلس القومي للبحث والتطوير التربوي (NERDC) في عام 1973 برئاسة الرئيس S. O. Adebo. أدى ذلك إلى ظهور السياسة الوطنية للتعليم في عام 1977. تم مراجعة السياسة الوطنية للتعليم في عام 1981، و 1998، و 2004، و 2007، و2013.

### التعليم الرسمي في نيجيريا
تاريخيًا، يمكن إرجاع التعليم الرسمي في نيجيريا إلى ظهور وأنشطة المبشرين الأوروبيين والمستعمرين. ومع ذلك، فإن نطاق التعليم في نيجيريا خلال هذه الحقبة لم يكن ضيقًا فحسب، بل كان يفتقر أيضًا إلى التركيز المحدد بشكل صحيح. لجعل التعليم له تركيز محدد، أصبحت السياسة الوطنية للتعليم ضرورية للغاية في نيجيريا. أصبحت هذه الحاجة أكثر إلحاحًا بعد مؤتمر المناهج الوطنية في عام 1969، حيث أعرب الخبراء في مجال التعليم عن عدم رضاهم عن أنظمة التعليم القائمة آنذاك، والتي أصبحت غير مرتبطة بالاحتياجات والتطلعات والأهداف الوطنية. بعد المؤتمر، عقدت ندوة للخبراء في هذا الصدد في عام 1973. وكانت النتيجة مسودة وثيقة، أصبحت نهايتها السياسة الوطنية للتعليم والتي نشرت لأول مرة في عام 1977.

## سياسة التعليم في نيجيريا
تتحدد سياسة التعليم في نيجيريا في السعي إلى تحقيق أهداف رئيسة هي إيجاد:
- مجتمع حر وديمقراطي
- مجتمع عادل ومتكافئ
- أمة متحدة قوية ومعتمدة على نفسها
- اقتصاد عظيم وديناميكي
- أرض الفرص المشرقة والكاملة لجميع المواطنين.[1]

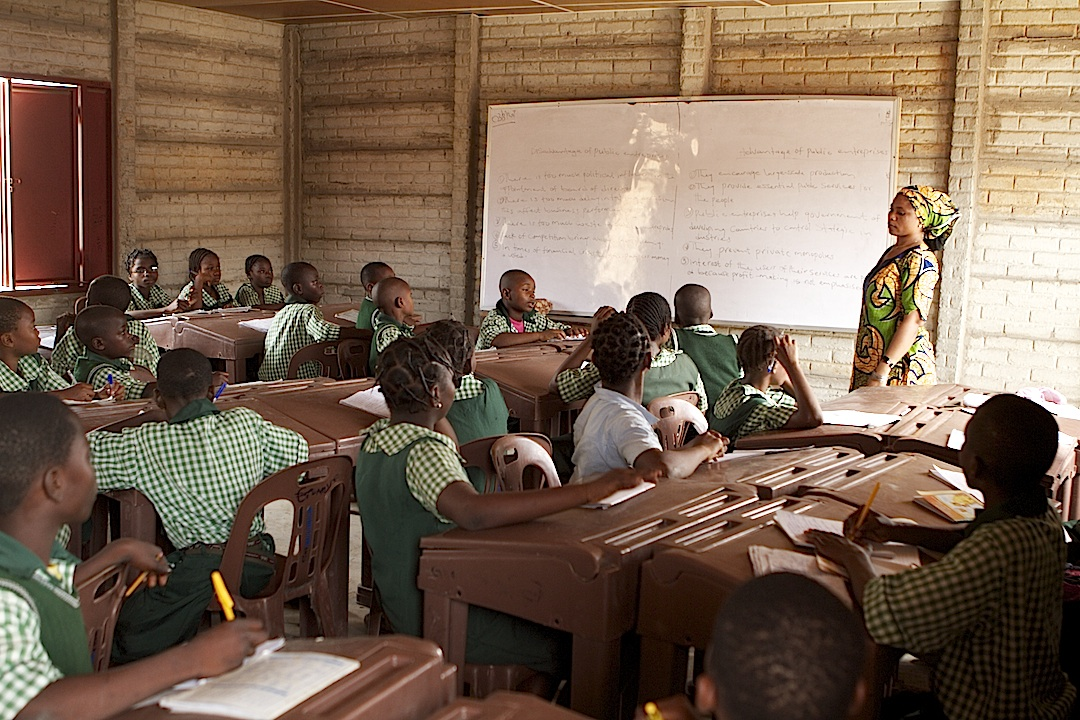
المتعلمون داخل الصف الدراسي في إحدى ولايات نيجيريا.

### التعليم الأساسي
يشير مصطلح التعليم الأساسي في السياسة الوطنية للتعليم في نيجيريا إلى التعليم الذي يقع من سن 0 إلى 15، ويقسم إلى ثلاث مراحل:

#### مرحلة ما قبل الابتدائية
التعليم في هذه المرحلة يتم للأطفال الذين تتراوح أعمارهم بيم سن 0 إلى 4. تتولى عملية التعليم في هذه المرحلة ابمدارس الخاصة غير الحكومية.

#### مرحلة الابتدائية
يتم التعليم في هذه المرحلة للأطفال/الطلاب بين سن الخامسة و الثانية عشر خلال 6 سنوات. تشتمل أهداف التعليم في هذه المرحلة على:
1. تعليم القراءة والمبادئ الحسابية
2. تعليم أساسيات العلوم والتقنية
3. غرس الوطنية والانصاف

#### المرحلة المتوسطة
تمثل المرحلة المتوسطة آخر مراحل التعليم الأساسي في نيجيريا. تتم في 3 سنوات. تشمل أهداف التعليم في هذه المرحلة:
1. توفير المعلومات الأساسية للعلوم ومهارة الأعمال الريادية.
2. تعليم الوطنية ن أجل الرقي والتقدم الوطني
3. تعليم القيم والأخلاق الحميدة.

### التعليم الثانوية
يتم التعليم في هذه المرحلة خلال 3 سنوات بعد إكمال المرحلة المتوسطة؛ حيث يمكن للطالب مواصلة التعليم في أحد هذه المراحل:
1. التعليم الثانوي
2. مدرسه ثانويه عليا
3. التعليم المهني

تشمل أهداف هذه المرحلة ما يلي:
1. فرص التعلم لحاملي شهادات الإعدادية والشهادات الأساسية في العربية والدراسات الإسلامية في المراحل العليا.
2. تناول مناهج مختلفة لتلبية حاجات المتعلمين ومهاراتهم للأدوار المستقبلية.
3. تعليم المهارات الريادية والمهنية للمتعلمين من أجل الاعتماد على الذات.[1][4]

هناك مواد 4 إجبارية في المرحلة الثانوية في نيجيريا، وهي:
1. اللغة الإنجليزية
2. الرياضيات
3. مادة ريادة الأعمال
4. التربية المدنية.

### التعليم العالي
التعليم العالي هو التعليم المقدم بعد التعليم الأساسي في مؤسسات مثل الجامعات والمراكز المشتركة بين الجامعات مثل القرية الفرنسية النيجيرية وقرية اللغة العربية النيجيرية والمعهد الوطني للغات النيجيرية وكليات التربية والفنون التطبيقية وغيرها من المؤسسات والكليات مثل كليات الزراعة ومدارس الصحة والتكنولوجيا ومعهد المعلمين الوطني.
أهداف التعليم العالي هي:
- المساهمة في التنمية الوطنية من خلال تدريب القوى العاملة عالي المستوى؛
- توفير فرص تعلم جيدة يسهل الوصول إليها وبأسعار معقولة في التعليم الرسمي وغير الرسمي استجابة لاحتياجات ومصالح جميع النيجيريين؛
- تقديم المشورة المهنية عالية الجودة وبرامج التعلم مدى الحياة التي تعد الطلاب بالمعرفة والمهارات اللازمة للاعتماد على الذات وعالم العمل؛
- تقليل النقص في المهارات من خلال إنتاج القوى العاملة الماهرة ذات الصلة باحتياجات سوق العمل؛
- تعزيز وتشجيع الابتعاث وريادة الأعمال وخدمة المجتمع.

### التعليم الجماعي والبدوي
محو الأمية الجماعية وتعليم الكبار والتعليم غير النظامي هو ما يعادل التعليم الأساسي المقدم للبالغين والأطفال والشباب في سن المدرسة الرسمية خارج نظام التعليم الرسمي. والتعليم البدوي هو السنوات الست الأولى من التعليم الأساسي المقدم لأطفال السكان الرحل المحرومين في البلاد. يمكن تصنيف البدو إلى ثلاث مجموعات الاسم؛
1. الرعاة الرحل
2. الصيادون المهاجرون
3. المزارعون المهاجرون.
تشمل أهداف التعليم الجماعي والبدوي ما يلي:
1. لتوفير التعليم الأساسي الوظيفي للكبار والشباب الذين لم يسبق لهم الاستفادة من التعليم الرسمي أو الذين تركوا المدرسة في وقت مبكر جدًا.
2. لتوفير تعليم علاجي ومدى الحياة للشباب والكبار الذين لم يكملوا تعليمهم الثانوي
3. تزويد البدو الرحل بالتعليم الأساسي المناسب والوظيفي
4. تحسين مهارات البقاء على قيد الحياة للبدو الرحل من خلال تزويدهم بالمعرفة والمهارات التي من شأنها أن تمكنهم من رفع إنتاجيتهم ومستويات الدخل وكذلك المشاركة الفعالة في الشؤون الاجتماعية والاقتصادية والسياسية للأمم.

## تنفيذ السياسات التعليمية
منذ استقلال نيجيريا في عام 1960، كانت هناك محاولات لتطوير التعليم في نيجيريا. أشارت بعض الدراسات إلى أن تنفيذ سياسة التعليم في نيجيريا يجد تحديات ومعوقات عدة تحول بينها ونبي تحقيق الأهداف المرسومة. من بين تلك المعوقات:
1. عدم كفاية المعلمين المؤهلين
2. عدم كفاية الأموال
3. عدم كفاية مرافق التدريس والتعلم
4. ضعف تحفيز المعلمين، و
5. نقص خدمات التوجيه والإرشاد.[6]